# Ripidio

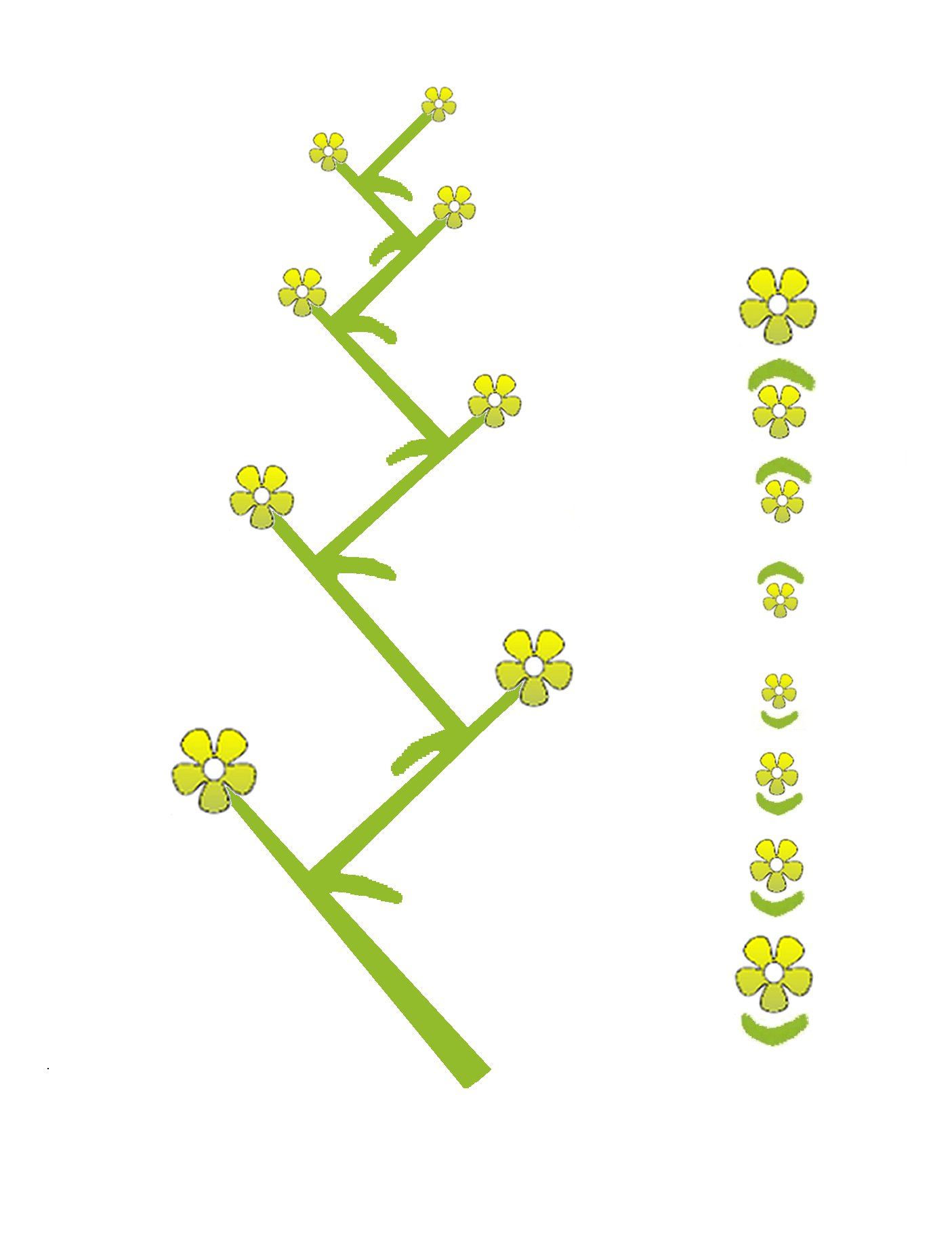
Esquema de un ripidio.

En botánica, el flabelo o ripidio es un tipo de inflorescencia. Se trata de una cima helicoidal en la que las ramas laterales unifloras se van desarrollando alternadamente a derecha e izquierda sobre el eje principal y en un mismo plano. En Iris germanica, por ejemplo, la primera flor que se abre es la apical.  El ripidio es la inflorescencia típica de varios géneros de la familia de las iridáceas.